# Nor Yerznka
Nor Yerznka är en ort i Armenien.   Den ligger i provinsen Kotajk, i den centrala delen av landet, 17 km nordväst om huvudstaden Jerevan. Nor Yerznka ligger 1 318 meter över havet och antalet invånare är 1 459.
Terrängen runt Nor Yerznka är kuperad åt nordväst, men åt sydost är den platt. Runt Nor Yerznka är det mycket tätbefolkat, med 3 895 invånare per kvadratkilometer.. Närmaste större samhälle är Jerevan, 17,3 km sydost om Nor Yerznka. 
Trakten runt Nor Yerznka består i huvudsak av gräsmarker.